# Diospyros andamanica
Diospyros andamanica är en tvåhjärtbladig växtart som först beskrevs av Wilhelm Sulpiz Kurz, och fick sitt nu gällande namn av Bakh. Diospyros andamanica ingår i släktet Diospyros och familjen Ebenaceae. Utöver nominatformen finns också underarten D. a. aequabilis.